# 방향 (다양체)
미분기하학과 위상수학에서, 다양체의 방향(方向, 영어: orientation 오리엔테이션[*])은 다양체 위에서 시계방향 및 반시계방향의 개념을 정의하는 구조이다. 향이 주어진 다양체를 유향 다양체(有向多樣體, oriented manifold)라고 한다. 향을 줄 수 있는 다양체를 가향 다양체(可向多樣體, orientable manifold)라고 한다. 예를 들어, 구는 방향을 줄 수 있지만, 클라인 병은 방향을 줄 수 없다.

## 정의

### 위상다양체의 방향
{\displaystyle M}이 {\displaystyle n}차원 위상다양체라고 하자. 다양체는 국소적으로 유클리드 공간과 위상 동형이므로, 모든 점 {\displaystyle x\in M}에 대하여, 상대 호몰로지 군 {\displaystyle \operatorname {H} _{n}(M,M\setminus \{x\})}은
{\displaystyle \operatorname {H} _{n}(M,M\setminus \{x\})\cong \operatorname {H} _{n}(\mathbb {R} ^{n}/(\mathbb {R} ^{n}\setminus \{0\}))\cong \operatorname {H} _{n}(\mathbb {S} ^{n})\cong \mathbb {Z} }
의 꼴이다.
이들을 줄기로 하는, 아벨 군 값의 국소 상수층 {\displaystyle \omega _{M}}이 존재한다. 이를 {\displaystyle M}의 방향층(方向層, 영어: orientation sheaf)이라고 한다. 물론, 정수환 {\displaystyle \mathbb {Z} } 대신 다른 가환환 {\displaystyle R} 계수를 사용할 수 있으며, 이 경우 {\displaystyle R}-가군의 국소 상수층 {\displaystyle \omega _{M}\otimes R}를 얻는다.
점 {\displaystyle x\in M}에서의 국소 방향(局所方向, 영어: local orientation)은 무한 순환군 {\displaystyle \operatorname {H} _{n}(M,M\setminus \{x\})}의 두 생성원 가운데 하나이다.
{\displaystyle M} 위의 방향은 방향층 {\displaystyle \omega _{M}}의 단면 가운데, 각 점 {\displaystyle x\in X}에서 국소 방향을 이루는 것이다. 구체적으로, 이는 다음과 같은 데이터로 구성된다.
- 열린 덮개 {\displaystyle (U_{i})_{i\in I}}. 또한, 각 {\displaystyle i\in I}에 대하여 {\displaystyle U_{i}}가 축약 가능 공간이라고 하자.
  - 이에 따라, 임의의 {\displaystyle i\in I}에 대하여, {\displaystyle U_{i}} 속의 임의의 두 점 {\displaystyle x,y\in U_{i}}에 대하여, 표준적인 군 동형 사상 {\displaystyle \operatorname {H} _{n}(M,M\setminus \{x\})\cong \operatorname {H} _{n}(M,M\setminus \{y\})}가 존재한다.
- 각 {\displaystyle i\in I} 및 {\displaystyle U_{i}} 속의 임의의 점 {\displaystyle x\in M}에 대하여, 국소 방향 {\displaystyle e_{x}\in \operatorname {H} _{n}(M,M\setminus \{x\})}. 또한, 위의 동형 사상을 통하여 임의의 {\displaystyle x'\in U_{i}} 속에 {\displaystyle (x',i)}에서의 국소 방향을 정의할 수 있다.

이는 다음 조건을 따라야 한다.
- 임의의 {\displaystyle i,j\in I} 및 {\displaystyle x\in U_{i}\cap U_{j}}에 대하여, {\displaystyle (x,i)}에서의 국소 방향이 {\displaystyle (x,j)}에서의 국소 방향과 일치한다.

### 미분다양체의 방향
{\displaystyle M}이 {\displaystyle n}차원 매끄러운 다양체라고 하자. 그렇다면 {\displaystyle M} 위의 방향은 항상 0이 아닌 {\displaystyle n}차 미분 형식의 동치류다. 만약 두 {\displaystyle n}차 미분 형식 {\displaystyle \alpha }, {\displaystyle \beta }가 {\displaystyle \alpha =f\beta }의 꼴이고, {\displaystyle f}가 매끄러운 함수이며, 항상 0이 아닌 함수라면 {\displaystyle \alpha \sim \beta }로 간주한다.
이 정의는 위상다양체의 방향의 정의와 동치이다.

## 연산
같은 차원의 두 다양체 {\displaystyle M}, {\displaystyle N}의 방향이 주어졌다고 하자. 그렇다면 분리합집합 {\displaystyle M\sqcup N} 역시 표준적인 방향을 갖는다.
(서로 다른 차원을 가질 수 있는) 두 다양체 {\displaystyle M}, {\displaystyle N}의 방향이 주어졌다고 하자. 그렇다면 곱공간 {\displaystyle M\times N} 역시 표준적인 방향을 갖는다.
유향 다양체 {\displaystyle M}의 열린집합인 부분 다양체 역시 표준적인 방향을 갖는다. 그러나 이는 임의의 부분 다양체에 대하여 성립하지 않는다. (예를 들어, 뫼비우스의 띠는 방향을 가질 수 없지만, 방향을 가질 수 있는 3차원 유클리드 공간의 부분 다양체이다.)

## 성질

### 경계다양체
{\displaystyle n}차원 경계다양체 {\displaystyle (M,\partial M)}의 내부 {\displaystyle M\setminus \partial M}는 {\displaystyle n}차원 다양체를 이루며, {\displaystyle \partial M}은 {\displaystyle n-1}차원 다양체를 이룬다. {\displaystyle M\setminus \partial M}의 방향이 주어졌을 때, 이는 {\displaystyle \partial M}의 방향을 표준적으로 결정한다. 즉, 경계다양체의 경우 내부의 방향이 경계의 방향을 결정한다. 특히, 가향 경계다양체의 경계는 가향 다양체이다.

### 복소다양체
모든 복소다양체는 표준적인 방향을 갖는다. 구체적으로, {\displaystyle n}차원 복소다양체 {\displaystyle M}의 열린 덮개 {\displaystyle (U_{i})_{i\in I}}의 복소수 국소 좌표계
{\displaystyle (\phi _{i}\colon U_{i}\to \mathbb {C} ^{n})_{i\in I}}
가 주어졌다고 하자. 그렇다면, 전이 함수
{\displaystyle \phi _{j}\circ \phi _{i}^{-1}\colon \phi _{i}^{-1}(U_{i}\cap U_{j})\to \mathbb {C} ^{n}}
는 정칙 함수이므로 방향을 보존하며, 따라서 이는 {\displaystyle M}의 방향을 정의한다.